# Jutnička

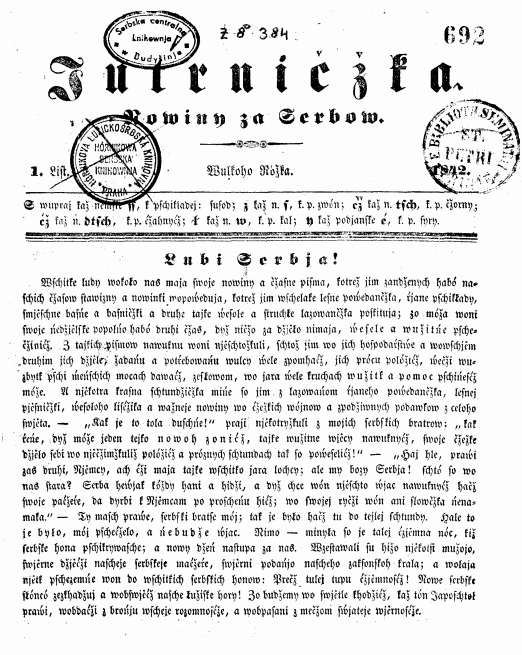
Titelblatt der „Jutrničžka“

Die Jutnička (in damaliger Rechtschreibung Jutrničžka) war ein sorbisches Wochenblatt, das im Jahre 1842 von Jan Pětr Jordan gegründet wurde. Noch im selben Jahr wurde die Publikation von der Tydźenska nowina abgelöst.